# Форпост (Астраханская область)
Форпост — посёлок в Камызякском районе Астраханской области России. Входит в состав Самосдельского сельсовета. Население 41 человек (2011), 77 % из них — чеченцы (2002).

## География
Форпост (Астраханская область) расположен в пределах Прикаспийской низменности в южной части Астраханской области, в дельте реки Волги и находится на острове, образованном реками Старая Волга, Сомовка, Бахтемир, на левом берегу Старой Волги и Сомовки, напротив правобережного села Самосделка. Уличная сеть состоит из одного географического объекта: ул. Заречная.
Абсолютная высота 26 метров ниже уровня моря.
Климат
умеренный, резко континентальный, характеризуется высокими температурами летом и низкими — зимой, малым количеством осадков, а также большими годовыми и летними суточными амплитудами температуры воздуха.

## Население
| 2002 | 2010 | 2011 |
| ---- | ---- | ---- |
| 48   | ↘30  | ↗41  |

Национальный и гендерный состав
По данным Всероссийской переписи в 2010 году, численность населения составляла 30 человек (17 мужчин и 13 женщин, 56,7 и 43,3 %% соответственно).
Согласно результатам переписи 2002 года, в национальной структуре населения чеченцы составляли 77 % от общей численности населения в 47 жителей.
| Национальность | Численность (2010) | Процент |
| -------------- | ------------------ | ------- |
| Чеченцы        | 20                 | 66,7%   |
| Русские        | 5                  | 16,7%   |
| Не указана     | 5                  | 16,7%   |
| Всего          | 30                 | 100%    |